# Simpang Empat (Jejawi)
Simpang Empat is een bestuurslaag in het regentschap Ogan Komering Ilir van de provincie Zuid-Sumatra, Indonesië. Simpang Empat telt 1474 inwoners (volkstelling 2010).